# Fengtai
För andra betydelser, se Fengtai (olika betydelser).
Fengtai är ett stadsdistrikt i Pekings storstadsområde i Kina.
I distriktet är bland annat den kända Marco Polo-bron, fästningen Wanping, Pekings världspark och graven Dabaotai belägna.

## Administrativ indelning
Fengtai är sedan 2021 indelat i 24 stadsdelsdistrikt och två köpingar:
Stadsdelsdistrikt:

- Changxindian (长辛店街道)
- Chengshousi (成寿寺街道)
- Dahongmen (大红门街道)
- Donggaodi (东高地街道)
- Dongtiejiangying (东铁匠营街道)
- Fangzhuang (方庄街道)
- Fengtai (丰台街道)
- Heyi (和义街道)
- Huaxiang (花乡街道)
- Kandan (看丹街道)
- Liuliqiao (六里桥街道)
- Lugouqiao (卢沟桥街道)
- Majiapu (马家堡街道)
- Nanyuan (南苑街道)
- Qingta (青塔街道)
- Shiliuzhuang (石榴庄街道)
- Taipingqiao (太平桥街道)
- Wanping (宛平街道)
- Wulidian (五里店街道)
- Xiluoyuan (西罗园街道)
- Xincun (新村街道)
- You'anmen (右安门街道)
- Yungang (云岗街道)
- Yuquanying (玉泉营街道)

Köpingar:

- Beigong (北宫镇) - tidigare Changxindian (长辛店镇)
- Wangzuo (王佐镇)